# Tilleul de Sambeek
Le tilleul de Sambeek est considéré comme le plus gros arbre des Pays-Bas avec une circonférence de 7,97 m en 2004. Son âge est estimé à 350-500 ans. Ce tilleul est situé à Sambeek, un village de la commune de Boxmeer.

## Présentation
Autrefois, il était connu des environs car il avait été taillé en trois étages selon une coutume courante. Cette structure en étages a disparu lors d'un violent orage le 19 juillet 1884 (comme le relate l'hebdomadaire Boxmeers Weekblad). En 1901 une tempête a emporté presque toute la ramure.
Aujourd'hui, il est en bonne santé grâce aux nombreux travaux de restauration et revitalisation.